# Автошлях Т 1315
Автошля́х Т 1315 — автомобільний шлях територіального значення в Луганській області. Проходить територією Новоайдарського, Слов'яносербського та Перевальського районів через Райгородка — Слов'яносербськ — Зимогір'я — Іванівське — Михайлівку. Загальна довжина — 56,2 км.

## Сучасність
Через війну на сході України рух автошляхом залишається частково заблокованим.

## Маршрут
Автошлях проходить через такі населені пункти:
| Автошлях Т 1315         |           |
| Луганська область       |           |
| Новоайдарський район    |           |
| Райгородка              | Н21       |
| Трьохізбенка            |           |
| Слов'яносербський район |           |
| Красний Лиман           |           |
| Слов'яносербськ         | Р66       |
| Степове                 |           |
| Зимогір'я               |           |
| Іванівське              |           |
| Перевальський район     |           |
| Михайлівка              | E40М30Н32 |